# محله قلعه
محله قلعه یکی از دو محله تاریخی اراک می‌باشد که از بدو تأسیس سلطان‌آباد هویت یافت.
پس از ساخته‌شدن اراک توسط یوسف‌خان گرجی که این امر ۳ سال طول کشید و در سال ۱۲۹۱ ه. ق محقق شد، یوسف‌خان در صدد جذب مردم مناطق مسکونی اطراف شهر جدید برآمد تا شهر جدید رونق بیشتری بگیرد. پس سهی کرد با مذاکره با افراد با نفوذ منطقه، آنها را راضی کند به شهر نقل مکان کنند تا رعایا نیز به تبعیت از آنها، در شهر جدید سکنی گزینند. در همین راستا دو تن از خان‌های قدرتمند منطقه که مورد احترام سایر خوانین قلعه‌های نزدیک شهر بودند را به اراک منتقل می‌کند تا الگویی باشند برای سایر خان‌ها، بیک‌ها و ثروتمندان منطقه. این دو تن ملقب به حاج محمد امین‌خان (رئیس خوانین قلعه‌ها) و حاج طهماسب بیک (رئیس بیک‌های قلعه‌ها) نام داشتند. در نتیجه این اقدام، عده‌ای از خان‌ها و بیک‌های قلعه‌های اطراف به سلطان‌آباد نقل مکان کردند و در قسمت شرقی بازار اراک ساکن شدند. در نتیجه، این منطقه به محله قلعه موسوم شد.
سپهدار گرجی برای ارشاد و رفع سؤال‌های شرعی مردم شهر و همچنین رسیدگی به دعاوی و اختلافات بین آنها، تلاش کرد دوتن از فرزندان میرعلی محمد (روحانی عالی‌رتبه و مورد ارادت اهالی شهر کرهرود که مورد مقبولیت زیادی نزد اهالی قلعه‌ها و روستاهای منطقه داشت. وفات به سال ۱۲۳۳ هجری قمری) که مشرف به علوم فقهی و شرعی زمانه بودند را به اراک دعوت کند و هرکدام را در یکی از دو محله اراک اسکان دهد تا ضمن برآورده شدن اهداف مورد اشاره، از بروز اختلاف و درگیری بین ساکنین محله قلعه و محله بارو جلوگیری شود. بنابراین سپهدار گرجی چندین مرتبه به کرهرود مراجعت کرد تا بتواند نظر مساعد میرعلی محمد را جلب کند و اجازه نقل مکان فرزندانش را کسب کند. در نهایت وی موفق به اینکار شد و دو برادر دوقلو به نام‌های سید احمد و سید محمد (از شاگردان محمدعلی بهبهانی کرمانشاهی) به اراک منتقل شدند و سید احمد (درگذشت ۱۲۶۰ هجری قمری، محل دفن قبرستان تخت سید شهر کرهرود) در محله قلعه مستقر شد. فرزند وی نیز به نام میرزا سید ابوالقاسم جانشین وی در مدرسی و امام جماعتی مدرسه سپهدار بوده‌است. میرزا سید ابوالقاسم بعدها دارای چهار فرزند می‌باشد که فرزنذ ارشد وی محسن سلطان‌آبادی عراقی نام داشت که وی نیز ساکن همین محله بوده‌است.